# Wasserpumpmühle Wirdum

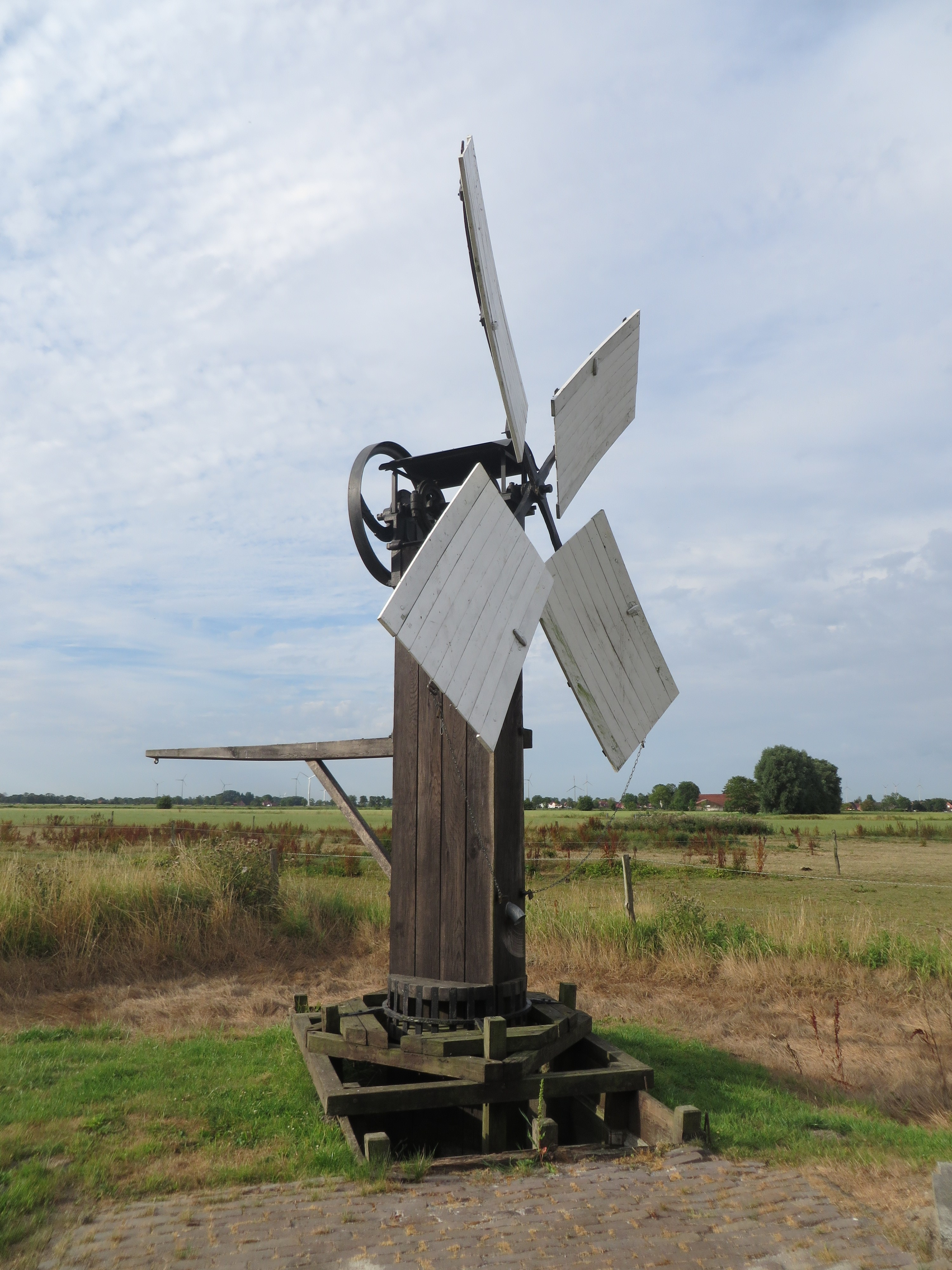
Wasserpumpmühle Wirdum

Die 1872 erbaute Wasserpumpmühle Wirdum ist das Wahrzeichen der Gemeinde Wirdum in Ostfriesland. Sie ist mit einer Doppelkolbenwasserpumpe ausgestattet und gilt als die einzig bekannte funktionsfähige Mühle dieser Art in Deutschland. Laut der Denkmalbeschreibung ist sie ein seltenes technisches Unikat einer ursprünglich in Ostfriesland weit verbreiteten Mühlengattung. Insgesamt hat die Anlage eine Höhe von 6,7 m. Der Flügeldurchmesser beträgt 4,06 m. Der vier Meter hohe Mühlenkörper ist aus Lärchenholz gefertigt und hat oben eine gusseiserne Flügelwelle. Pro Kolbenhub kann die Mühle sieben Liter Wasser fördern.
Laut Baugenehmigung wurde die Mühle zur Entwässerung eines vier Hektar großen Landstücks errichtet. Anschließend diente sie der Wasserversorgung für das auf der Weide stehende Vieh, ehe sie 1919 stillgelegt wurde. Danach blieb das Bauwerk stehen, verfiel aber im Laufe der Jahrzehnte. 1984 wurde es unter Denkmalschutz gestellt und von 1987 bis 1989 im Auftrag der Gemeinde Wirdum restauriert. 2014 drohte der Mühle erneut der Verfall. Mit Hilfe der finanzielle Unterstützung durch die Bingo-Umweltstiftung wurde die Mühle daraufhin demontiert, saniert und anschließend wieder aufgestellt. Die Wiedereinweihung erfolgte am 15. Oktober 2015.